# Poisson frit
Le poisson frit désigne une variété de plats à fait de poisson plongé dans de la friture. On utilise des poissons comestibles ou des parties de ceux-ci, qui sont frits dans de l'huile ou de la graisse ou cuits à feu vif.

## Histoire
Le poisson frit aurait été introduit en Angleterre aux XVIIe et XVIIIe siècles par les Juifs séfarades du Portugal et serait à l'origine du fish and chips,.

## Variantes
Les variantes considérables sont le poisson pané au four et le filet de poisson pané et cuit au four.
La panure est généralement réalisée « à la viennoise », composée de farine, d'œuf et de chapelure ou « à l'anglaise » avec de la farine, de l'œuf et des flocons de pain blanc.
En langage courant, un plat de poisson frit avec de la pâte à frire est également appelé poisson au four. Un exemple est le fish and chips dans la cuisine anglaise. De même, le poisson cuit au four est du poisson cuit au four[pas clair], par exemple de la carpe cuite au four.